# Evelyn M. Witkin

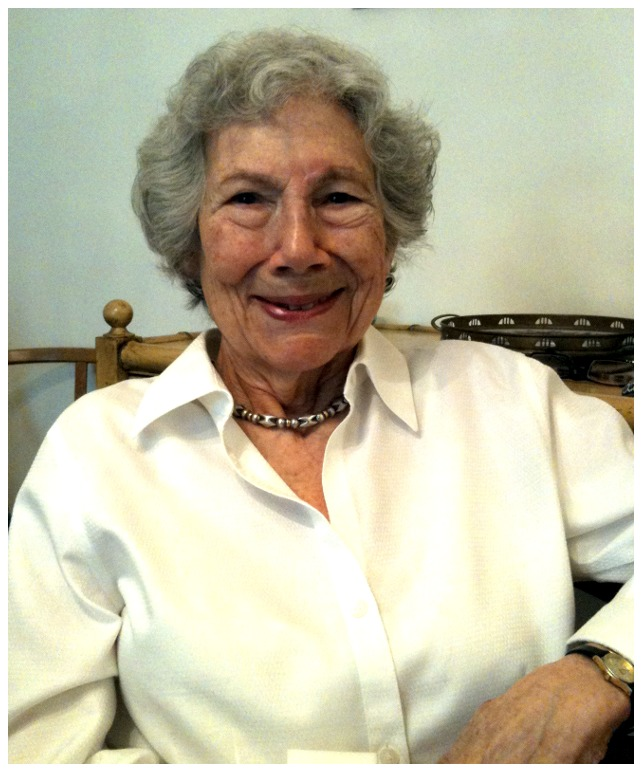
Evelyn M. Witkin (2012)

Evelyn M. Witkin, geb. Evelyn Maisel (* 9. März 1921 in New York City; † 8. Juli 2023 in Plainsboro Township, New Jersey), war eine US-amerikanische Genetikerin. Sie wurde bekannt für ihre Arbeiten zur DNA-Reparatur.

## Leben
Witkin wurde im New Yorker Stadtteil Manhattan geboren. Sie wuchs ab dem 9. Lebensjahr in Forest Hills, Queens, auf. Sie machte 1941 ihre Bachelor an der New York University und 1943 ihren Master an der Columbia University. 1947 erwarb Witkin ihren Ph.D. in Zoologie bei Theodosius Dobzhansky an der Columbia University mit einer Arbeit zur Strahlenresistenz eines bestimmten Stamms von Escherichia coli. Sie arbeitete zunächst als Postdoktorandin bei Milislav Demerec und Salvador Luria am Cold Spring Harbor Laboratory, später ebendort als eigenständige Arbeitsgruppenleiterin. 1955 wechselte sie an die medizinische Fakultät der State University of New York, wo sie zunächst alleine arbeitete. 1971 wechselte sie an die Rutgers University, wo sie bis zu ihrer Emeritierung 1991 am Douglass College wirkte.
Evelyn Witkin war ab 1943 mit dem Psychologen Herman Witkin (1916–1979) verheiratet. Das Paar hatte zwei Kinder, den Mediziner Joseph „Joe“ Witkin, Mitgründer von Sha Na Na, und den Informatiker Andrew Witkin (1952–2010).
Sie starb am 8. Juli 2023 im Alter von 102 Jahren.

## Wirken
Witkin befasste sich vor allem mit Mutagenese, DNA-Reparatur und der genetischen Wirkung von Ultraviolettstrahlung.
Sie konnte zeigen, dass Bakterien einen Mechanismus zur Reparatur genetischer Schäden haben müssen, indem sie nachwies, dass Verlangsamung des Bakterienwachstums im Dunkeln das Auftreten von Mutanten unter Ultraviolettstrahlung verhindert (dark repair mechanism). Später beschrieb sie diesen Mechanismus als eine Reihe von Prozessen, die gemeinsam induziert werden, darunter DNA-Reparatur, Filamentation, Mutagenese und die Induktion von Prophagen. Sie nahm die Idee von Miroslav Radman einer SOS-Replikation auf und entwickelte sie mit ihm gemeinsam zum Modell der SOS-Antwort weiter, an der mindestens 40 Gene beteiligt sind.
Ihre Arbeiten hatten wesentlichen Einfluss auf die Biowissenschaften im Allgemeinen und die medizinische Strahlentherapie im Speziellen.
Jenseits der Biologie im engeren Sinne befasste sich Witkin mit dem Einfluss von Nathaniel Wanley auf den Dichter Robert Browning und auf den Naturforscher Charles Darwin.

## Auszeichnungen (Auswahl)

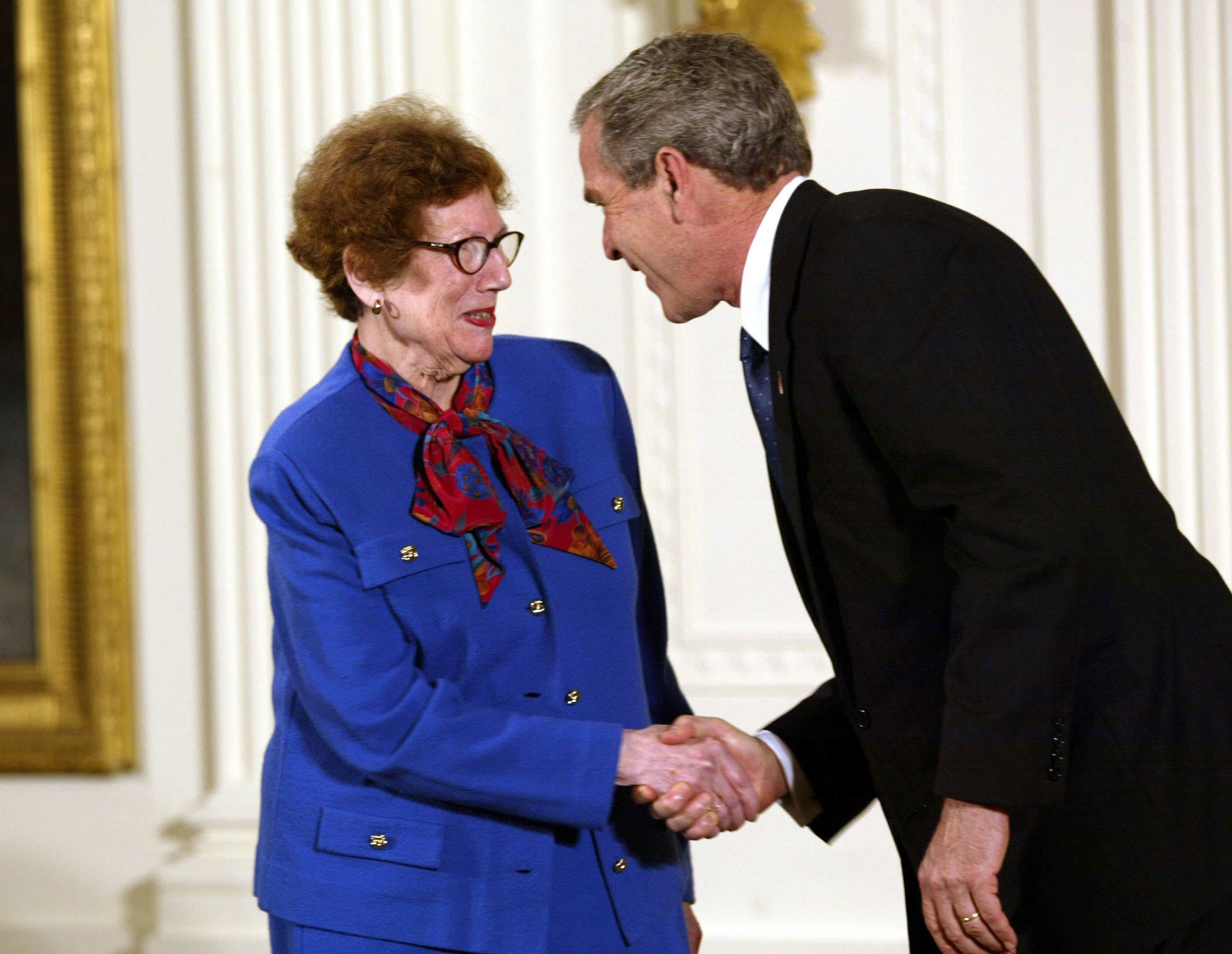
Evelyn M. Witkin erhält eine National Medal of Science für das Jahr 2002 von US-Präsident George W. Bush (November 2003).

- 1977 Mitglied der National Academy of Sciences[7]
- 1977 Prix Charles-Léopold Mayer[8]
- 1978 Mitglied der American Academy of Arts and Sciences[9]
- 2000 Thomas Hunt Morgan Medal[10]
- 2002 National Medal of Science[11]
- 2015 Wiley Prize in Biomedical Sciences[12]
- 2015 Albert Lasker Award for Basic Medical Research[13]